# 알라 알쉬블리
알라 알쉬블리(아랍어: عَلَاء الشِّبْلِيّ, Alaa Al Shbli, 1990년 5월 3일 ~)는 시리아의 축구 선수이며 포지션은 오른쪽 풀백, 수비형 미드필더이다.

### 국가대표 경력
2007년 FIFA U-17 월드컵에서 시리아 U-17 대표팀으로 참가하였다. 대한민국에서 열린 2007년 FIFA U-17 월드컵 조별리그에서 아르헨티나, 스페인, 온두라스와의 출장 했고, 16강 잉글랜드와의 경기에도 출장 했다.
사우디아라비아에서 열린 2008년 AFC U-19 챔피언십에서 시리아 U-19 대표팀으로 뛰었으며, 시리아 U-23 대표팀으로 참가하였다. 그는 2009년 이탈리아에서 열린 지중해 게임에서 시리아 U-23 대표팀으로 참가하였다.
2017년 3월 28일 2018년 FIFA 월드컵 아시아 지역 3차 예선 37분 대한민국 원정 경기에서 측면으로 나가던 볼을 향해 경합을 하려던 구자철과 알쉬블리의 발이 엇갈리며 축구화의 끈이 엉켜 버린 것이다. 정확히는 구자철의 신발끈에 알쉬블리의 스파이크가 걸려버렸다.